# Пинозеро (станция)
Пинозеро — железнодорожная станция (тип населённого пункта) в Кандалакшском районе Мурманской области. Входит в городское поселение Кандалакша.
Находится на западном берегу озера Пинозеро, от гидронима которого получил название. Ближайший населённый пункт — город Полярные Зори.

## Население
| 2002 | 2010 |
| ---- | ---- |
| 418  | ↘149 |

Численность населения, проживающего на территории населённого пункта, по данным Всероссийской переписи населения 2010 года составляет 149 человек, из них 77 мужчин (51,7 %) и 72 женщины (48,3 %).

## Инфраструктура
Населённый пункт разделяется на 2 части: военный городок и посёлок железнодорожников (Нижнее Пинозеро).

### Железнодорожная станция
В населённом пункте находится одноимённая железнодорожная станция (первоначально в 1916 году — разъезд) Мурманского отделения Октябрьской железной дороги, относящаяся к магистральному ходу Санкт-Петербург — Мурманск. Станция является узловой: от неё отходит однопутная неэлектрифицированная линия на Ковдор (построена в 1941 году), используемая в основном для грузового сообщения. Дальнее пассажирское сообщение по станции отсутствует, пригородное же представлено одной парой электропоездов Кандалакша — Мурманск — Кандалакша в день, по понедельникам, пятницам и выходным. В сторону Ковдора курсирует лишь рабочий поезд.

### Воинская часть
На протяжении более чем 36 лет с 1962 года в посёлке дислоцировалась шестая гвардейская отдельная армейская ракетная бригада оперативно-тактического назначения 6-й общевойсковой армии (4-го формирования) ЛенВО (6-я арбр 6-й ова, в/ч 25795), в составе которой было 12 мобильных пусковых установок 8К14 на тягачах МАЗ-543 и гусеничных шасси ИСУ-152/3 и более 240 единиц техники. В составе бригады были три дивизиона по 4 батареи в каждой и управление бригады с различными службами от штаба, ремонтной батареи и метеорологической батареи до санчасти и солдатского клуба. Часть территориально входила в Пинозёрский гарнизон, в котором ещё находился отдельный танкоремонтный батальон; Пинозёрский гарнизон входил в Кандалакшский гарнизон.
Часть была полностью расформирована в 1998 году по результатам соглашения с американцами о сокращении ракет средней и меньшей дальности от 1987 года; пусковые установки и ракеты в течение нескольких лет после соглашения были уничтожены, территория войсковой части разграблена.

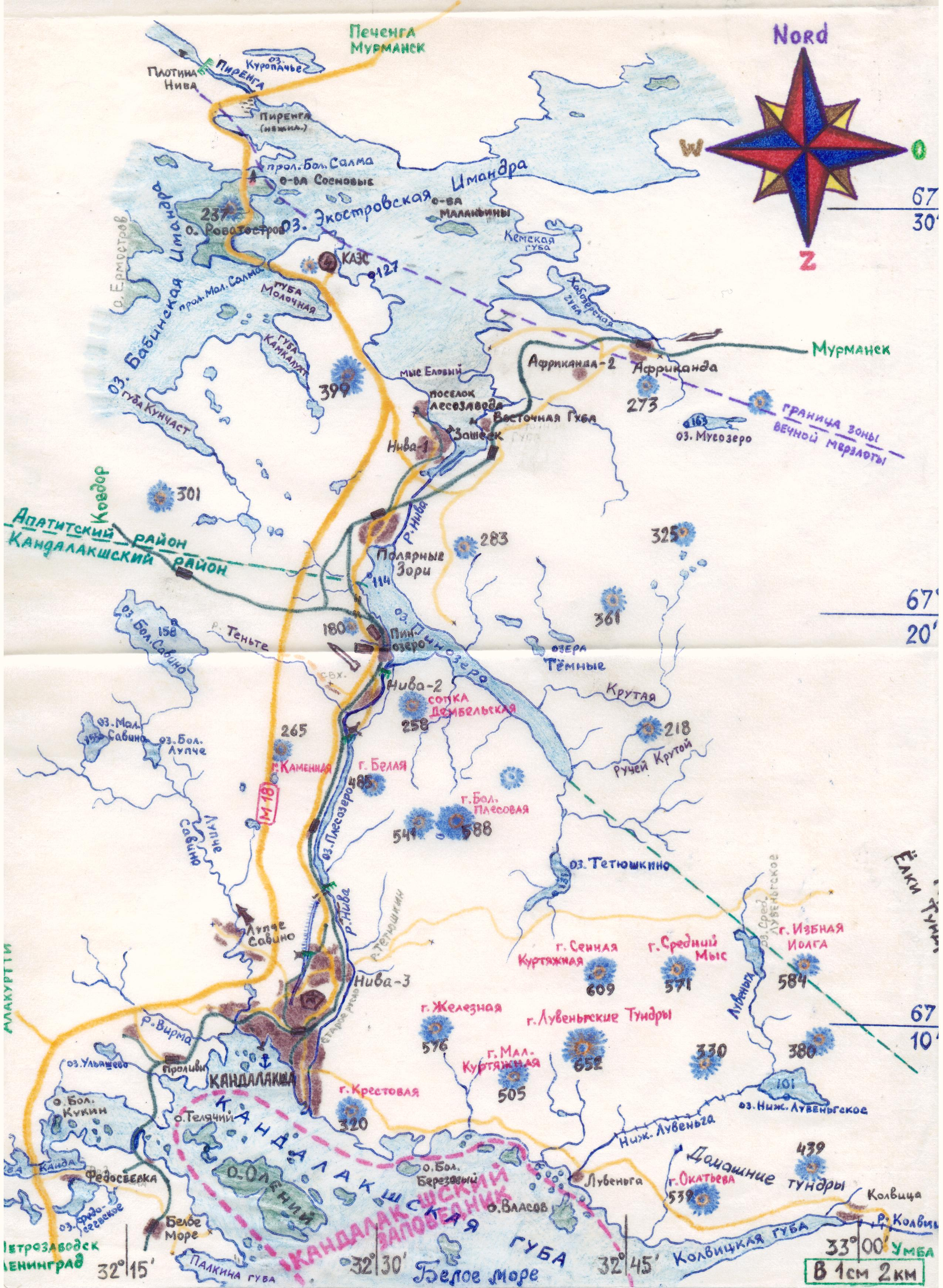
Дислокация 6 арбр